# Dentiovula horai
Dentiovula horai is een slakkensoort uit de familie van de Ovulidae. De wetenschappelijke naam van de soort is voor het eerst geldig gepubliceerd in 1994 door Cardin.